# NGC 4762
NGC 4762 è una galassia lenticolare (SB(r)0^0^) situata nella costellazione della Vergine alla distanza di 58 milioni di anni luce dalla Terra. È un membro dell'Ammasso della Vergine che a sua volta fa parte del Superammasso della Vergine, ora considerato una sottostruttura di Laniakea. Si estende per circa 170.000 anni luce, quindi ha dimensioni superiori alla Via Lattea. Forma una coppia non interagente con la più piccola galassia lenticolare NGC 4754.
Dalla Terra viene inquadrata di taglio ed originariamente era stata considerata una galassia a spirale barrata. È difficile stabilire con esattezza la sua vera morfologia, ma le si attribuiscono quattro componenti principali: il bulge centrale, una barra, un disco sottile e un anello periferico. Il disco galattico è asimmetrico e distorto, potendo essere il risultato dell'interazione in passato con una galassia più piccola, i cui resti potrebbero ora trovarsi nel disco di NGC 4762, comportando la ridistribuzione di stelle e gas ed alterando la morfologia del disco stesso.
NGC 4762 contiene un nucleo galattico attivo del tipo-Liner, una regione centrale altamente energetica. Questo nucleo è caratterizzato da una particolare linea di emissione spettrale, cosa che permette agli astronomi di valutare la composizione della regione.

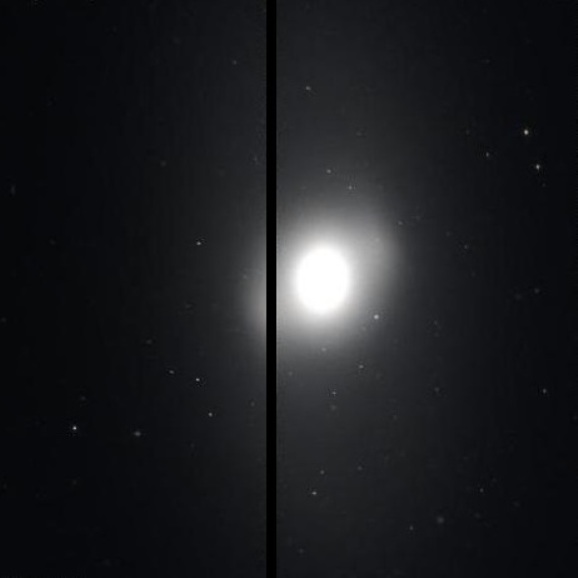
NGC 4754, la galassia compagna di NGC 4762 (Telescopio spaziale Hubble)